# حكايات تونسية (برنامج)
حكايات تونسية هو برنامج اجتماعي تونسي تابع لـقناة الحوار التونسي يتمثل في مشاركة التونسيون بعض التجارب في الحياة

## عناوين بعض الحلقات
- المنحرف النرجسي (الحلقة الأولى)
- الحياة بعد السجن
- قتلت إبني (صور في سجن النساء بمنوبة)
- الحياة بعد التقاعد (تم استضافة بعض المشاهير التونسيين المتقاعدين)
- الصراع على الميراث
- الرياضة في تونس (تمت استضافة بعض الرياضيين التونسيين و أهمهم محمد القمودي)